# МЕЛЗ (футбольний клуб)
Футбольний клуб «Московський електроламповий завод» (рос. Футбольный клуб «Московский электроламповый завод») — радянський та російський футбольний клуб з Москви, заснований 1930 року.

### Історія назв
- 1930—1935: «Електрозавод»;
- 1936—1939: «Сталінець»;
- з 1958: «Московський електроламповий завод».